# 艾爾雷諾
艾爾雷諾（英語：El Reno）是美國奧克拉荷馬州加拿大人縣的縣治，位於40號州際公路以及81號美國國道的交會處。依據2020年美國人口普查人口為16,989人。
2013年，艾爾雷諾遭到龍捲風侵襲，造成八人死亡、上百人受傷。

## 外部連結
- City of El Reno （页面存档备份，存于）
- El Reno Tribune （页面存档备份，存于）
- Legends of America
- "El Reno", Encyclopedia of Oklahoma History and Culture （页面存档备份，存于）